# غوستافو بونزا دي سان مارتينو
غوستافو بونزا، كونت سان مارتينو (6 يناير/ كانون الثاني 1810 - 9 يونيو/ حزيران 1876) هو سياسي إيطالي و إداري و عضو في مجلس الشيوخ للمملكة الإيطالية.
ولد في كونيو، ابناً للكونت سيزار. عين جنرالاً لجنوة في 4 أغسطس/ آب 1848 و أصبح مستشاراً للدولة في عهد فيكتور ايمانويل الثاني في 27 فبراير/ شباط 1852. ترأس مجلس محافظة كونيو مسقط رأسه و شغل منصب عضو مجلس البلدية عن مدينة تورينو في 1857-1864 و 1866-1876. كحاكم ملازم عن الملك في نابولي كان من واجبه أن ينتظر رد البابا بيوس التاسع على اقتراحات لدور البابوية عند سقوط روما، التي رفضها بيوس بعناد.
توفي في درونيرو بالقرب من كونيو، في عام 1876.
ابنه كوريولانو بونزا دي سان مارتينو (1842-1926) عمل لفترة وجيزة في منصب وزير الحرب الإيطالي بين أبريل/نيسان 1900 و نيسان/ أبريل 1902.

## راجع أيضاً
- توحيد إيطاليا